# Anthrax munroi
Anthrax munroi är en tvåvingeart som beskrevs av Hesse 1956. Anthrax munroi ingår i släktet Anthrax och familjen svävflugor. Inga underarter finns listade i Catalogue of Life.